# Наин-Шара
Наин-Шара (устар. Каин-Шара, Нойон Шире) — река в России, протекает в Калмыкии с северо-востока на юго-запад по территории Приютненского района возле населённых пунктов Воробьёвка, Приютное. Наин-Шара образуется слиянием водотоков балок Бургуста и Дальняя Хата. Устье реки находится в урочище Лиман Антакур (калм. — Амтя Нур). Длина реки составляет 116 км, площадь водосборного бассейна — 812 км².

## Бассейн
Бассейн Наин-Шары расположен на территориях Калмыкии и Ростовской области.
- Наин-Шара
  - р. Шандаста (левая составляющая[5])
  - р. Элиста — (л)[5]
  - р. Бурата — (л)[5]
  - р. Гашун-Сала — (л)[5]

## Данные водного реестра
По данным государственного водного реестра России относится к Донскому бассейновому округу, водохозяйственный участок реки — Дон от впадения реки Северский Донец и до устья, без рек Сал и Маныч, речной подбассейн реки — бассейн притоков Дона ниже впадения Северского Донца. Речной бассейн реки — Дон (российская часть бассейна).
Код объекта в государственном водном реестре — 05010500912107000017656.

## Источник
- Атлас Республики Калмыкия, ФГУП «Северо-Кавказское аэрогеодезическое предприятие», Пятигорск, 2010 г., стр. 114, 135, 136.